# Étienne Lenoir (Instrumentenbauer)
Étienne Lenoir (* 1. März 1744 in Mer près de Blois (Département Loir-et-Cher); † 1832 in Paris) war ein französischer Instrumentenbauer.
Über die Jugend Lenoirs ist nicht viel bekannt. Er wurde 1744 als Sohn eines Steinmetz geboren. Als Mann aus einfachen Verhältnissen dürfte seine schulische Ausbildung nur von kurzer Dauer gewesen sein, danach absolvierte er eine Ausbildung zum Schlosser. Dennoch wurde er vom (nahezu) Analphabeten zum anerkannten Instrumentenbauer.

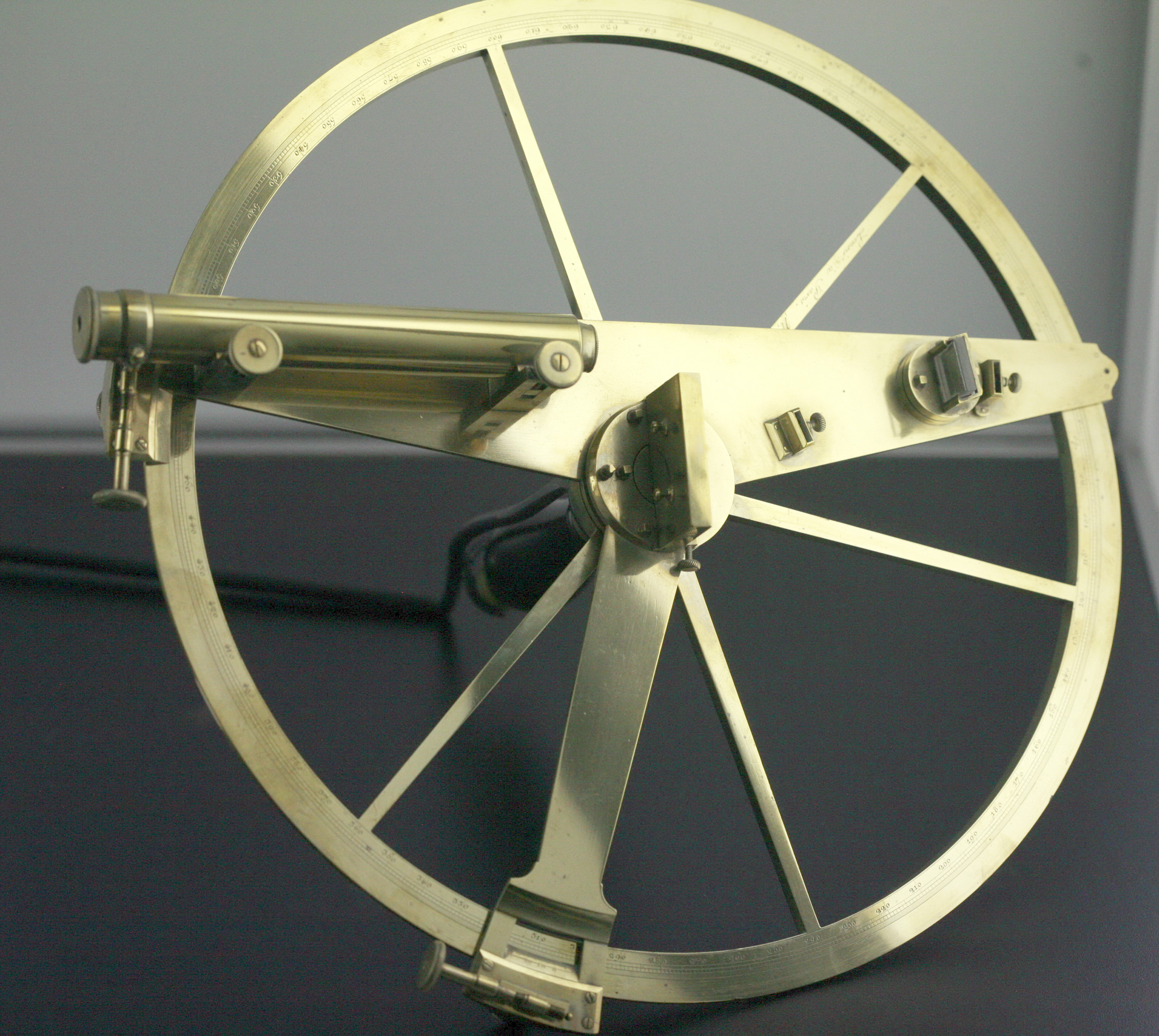
Cercle de réflexion Nr. 75 von Lenoir

1772 trat Lenoir in eine Pariser Werkstatt von Instrumentenbauern als Kompagnon ein. 1774 erhielt er den Titel Ingenieur der Physik und Mathematik. Durch seine Zusammenarbeit mit Jean-Charles de Borda wurde er schnell bekannt. Borda erkannte die besonderen Fähigkeiten Lenoirs und vertraute diesem 1783 den Bau seines Reflexionskreises an. 1788 wurde Lenoir schließlich zum Ingenieur des Königs (franz.: Ingénieur du Roi) als eines der ersten sieben Mitglieder dieser Körperschaft ernannt. Dieser Titel sollte verdiente Ingenieure vor der Regulierung durch die Zünfte schützen und ihnen Entfaltungsspielraum gewähren. Ab 1792 arbeitete Lenoir im Wesentlichen für die Commission des Poids et Mesures.
Während in England die Instrumentenbauer mit den Wissenschaftlern auf Augenhöhe verkehrten, bestand in Frankreich ein deutliches soziales Gefälle zwischen diesen beiden Gruppen. In den Jahren der Revolution wurde Lenoir mehrfach mit Preisen ausgezeichnet.
Lenoir erstellte 1794 den provisorischen Standardmeter in Messing. Die zwei endgültigen Urmeter, die auch von ihm signiert wurden, stellte er im Auftrag von Borda 1799 für die Commission des Poids et Mesures in Platin her. Ein Exemplar wurde im Archiv hinterlegt.
Lenoir fertigte einen großen Teil der Instrumente an, die bei der Triangulation der Strecke von Dünkirchen nach Barcelona von 1792 bis 1798 benutzt wurden. Insbesondere waren die Bordakreise der Expedition Erzeugnisse seiner Werkstatt. Mitarbeiter aus Lenoirs Werkstatt waren an dieser Meridianexpedition der Académie beteiligt, Bellet als Assistent von Jean-Baptiste Joseph Delambre auf der Nördlichen Expedition und Esteveny als Assistent von Pierre Méchain auf der südlichen Expedition.
Lenoirs Sohn Paul-Étienne Lenoir war an der Kartografierung Ägyptens im Zuge der Ägyptischen Expedition Napoleons beteiligt. Er führte die Werkstatt seines Vaters nach dessen Ausscheiden ab 1800 oder 1815 erfolgreich weiter.